# لیلیا لاندی
لیلیا لاندی (ایتالیایی: Lilia Landi؛ زادهٔ ۲۴ اوت ۱۹۲۹) بازیگر اهل ایتالیا بود.
از فیلم‌هایی که وی در آن نقش داشته است، می‌توان به شیخ سفید، فریاد، لوکوموتیوران، سرنوشت و خودشه… آره! آره! اشاره کرد.